# Rosemarie Köhn
Rosemarie Köhn, född 20 oktober 1939 i Rathenow i Brandenburg, död 30 oktober 2022 i Hamar, var en tyskfödd norsk teolog och biskop emerita av Hamar. Köhn var Norska kyrkans första kvinnliga biskop, och de lutherska kyrkornas andra i världen (efter tyska Maria Jepsen). Köhn var biskop i Hamar 1993–2006.

## Bakgrund och utbildning
Köhn har tysk far och norsk mor. I slutet av 1940-talet kom hon till Norge, där hon efter artium studerade teologi och blev cand. theol. 1966. 1969 blev hon ordinerad till präst av biskop Per Lønning.

## Tidig karriär
Rosemarie Köhn arbetade som hjälplärare i hebreiska vid Universitetet i Oslo 1967–1977 och var vetenskaplig assistent i gammaltestamentlig teologi från 1968 till 1970. Därefter var hon stipendiat i gammaltestamentlig teologi fram till 1975. Hon anställdes som universitetslektor i bibelvetenskap vid Institutt for religionshistorie og kristendomskunnskap 1976, och undervisade också i själavård, homiletik och pastoralteologi, och vid Institutt for sykepleievitenskap i principiell etik. 1989 blev hon rektor vid Det praktisk-teologiske seminar vid Universitetet i Oslo.

## Norges första kvinnliga biskop

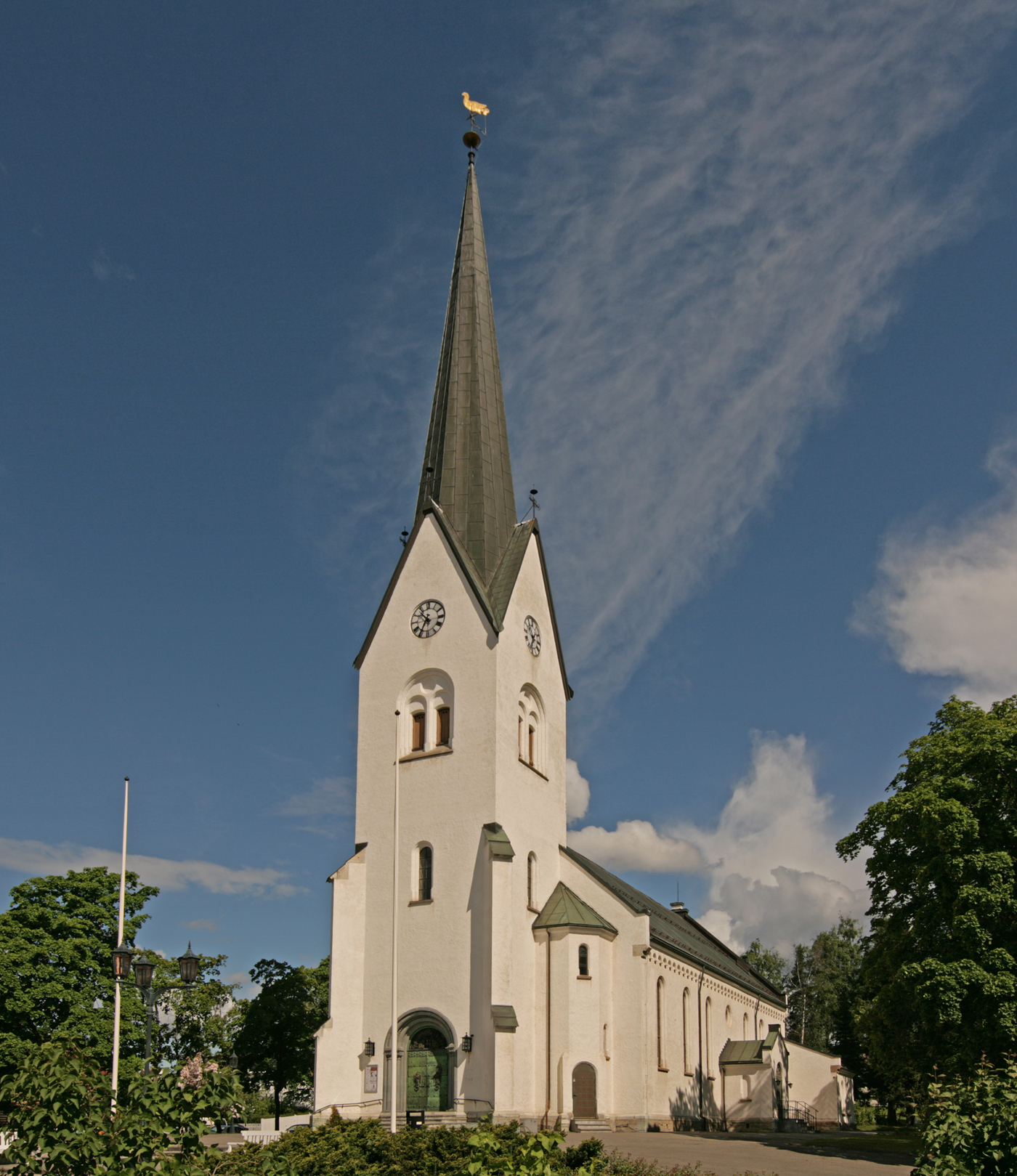
Hamars domkyrka.

Rosemarie Köhn utnämndes av kungen i statsråd till biskop av Hamar 1993. Som biskop räknades hon till den liberala flygeln inom kyrkan och hennes vigning av praktiserande homosexuella präster var kontroversiell.
Rosemarie Köhns utnämning ledde till en del splittring inom Norska kyrkan. Kritiken mot henne har huvudsakligen gällt hennes liberala syn på homosexualitet och i synnerhet hennes installation av den lesbiska prästen Siri Sunde mot Kirkemøtets flertal 1997. Hon är själv sammanboende med en kvinnlig dansk präst.
Den 13 januari 2006 blev det tillkännagivet genom ett pressmeddelande att Köhn valde att dra sig tillbaka som biskop då hon nådde pensionsåldern i oktober. Orsaken till detta var sjukdom. Köhn hade högt blodtryck och har haft flera små proppar. Hennes avgång fastställdes till den 1 november.

## Utmärkelser
- Rosemarie Köhn blev 2004 utnämnd av kung Harald V till kommendör av St. Olavs Orden.
- 2004 fick hon Olav Selvaags minnepris.